# Unga Klara
Unga Klara är en teaterverksamhet baserad i Stockholm med inriktning på barn och unga. Unga Klara var tidigare en del av Stockholm stadsteater, men sedan januari 2010 drivs verksamheten av bolaget Unga Klara AB som ägs av den ideella föreningen Unga Klaras vänner. Sedan 2018 är Unga Klara utsedd till nationell scen för barn och unga. Verksamheten finansieras av Kulturdepartementet, Region Stockholm och Stockholms stad.
Unga Klara skapades 1975 av regissören Suzanne Osten, som av Stadsteaterns chef Vivica Bandler fick möjligheten att forma något eget efter succén med pjäsen Jösses flickor (1974) på Stadsteaterns stora scen. Osten var fram till 2014 Unga Klaras konstnärliga ledare. Unga Klara har genom åren producerat föreställningar som I lusthuset, Besvärliga människor och Det allra viktigaste.
Unga Klara har förnyat och utvecklat begreppet barnteater, genom uppsättningar som Medeas barn, Hitlers barndom och Flickan, mamman och soporna.
Sedan 2014 är Gustav Deinoff och Farnaz Arbabi teaterns konstnärliga ledare.